# Tulasnella deliquescens
Tulasnella deliquescens é uma espécie de fungo pertencente à família Tulasnellaceae.